# 茨城県道318号小場常陸大宮停車場線

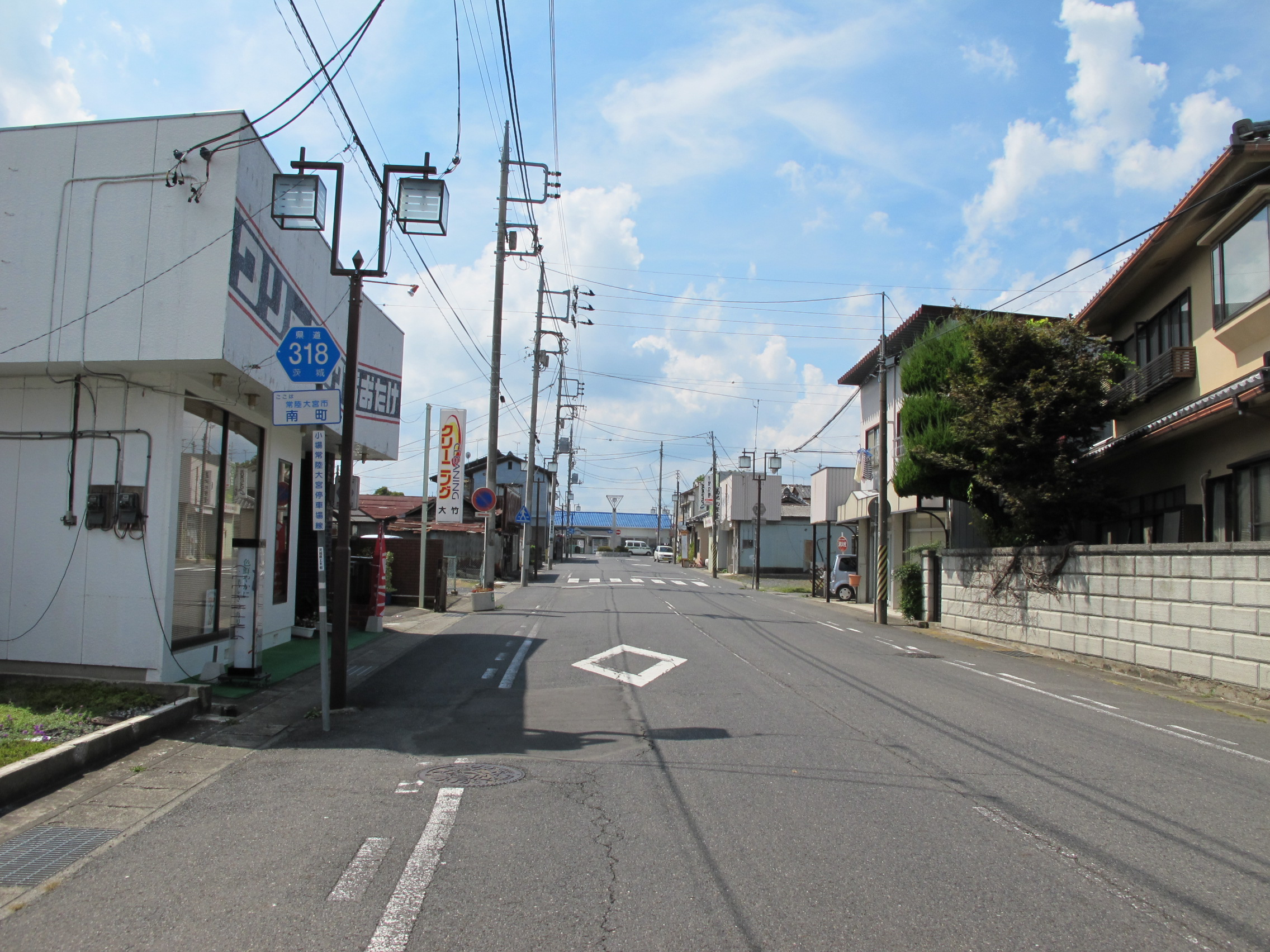
茨城県道318号小場常陸大宮停車場線
常陸大宮市南町（2012年9月）
写真正面奥はJR水郡線常陸大宮駅

茨城県道318号小場常陸大宮停車場線（いばらきけんどう318ごう おばひたちおおみやていしゃじょうせん）は、茨城県常陸大宮市内を通る県道で、JR水郡線常陸大宮駅と接続するための道路である。

## 路線概要
- 起点：常陸大宮市小場（茨城県道102号長沢水戸線交点）
- 終点：常陸大宮市南町（常陸大宮駅）
- 総延長：6.514 km[1]
- 重用延長：1.596 km[1]
- 未供用延長：なし[1]
- 実延長：4.918 km[1]
- 自動車交通不能区間延長[注釈 1]：なし[1]

## 歴史
1968年（昭和43年）前身にあたる県道常陸大宮停車場線が路線廃止となり、これに町道を統合した新たな一般県道として那珂郡大宮町大字小場の県道長沢水戸線分岐を起点とし、常陸大宮駅の終点まで至る区間を茨城県が県道路線認定した。1995年（平成7年）に、整理番号変更により現在の整理番号318となり、現在に至る。

### 年表
- 1959年（昭和34年）10月14日：前身にあたるにあたる県道常陸大宮停車場線（常陸大宮停車場 - 二級国道水戸郡山線交点）が路線認定される（図面対象番号280）[3]。
- 1968年（昭和43年）3月18日
  - 町道が昇格し、県道小場常陸大宮停車場線として路線認定される[4]。
  - 道路の区域は、那珂郡大宮町大字小場の県道長沢水戸線分岐から那珂郡大宮町大字西町の常陸大宮停車場まで（延長6.505 km）と決定・供用開始[5]。
  - 県道常陸大宮停車場線（常陸大宮停車場 - 国道118号交点）が廃止される[2]。
- 1995年（平成7年）3月30日：整理番号379から現在の番号（整理番号318）に変更される[6]。
- 2000年（平成12年）1月31日：大宮町石沢 - 市役所南交差点 - 同町中富（国道118号・ガンマー入口交差点）のバイパス道路（0.839 km）を新設する道路区域が決定[7]。
- 2000年（平成12年）5月17日：那珂郡大宮町石沢（ひまわり保育園前 - 市役所南交差点）のバイパス道路が開通[8]。
- 2003年（平成15年）3月27日：大宮町大字石沢（ひまわり保育園前） - 大字中富（国道118号・ガンマー入口交差点）までの旧道（575 m）が指定解除により市道に降格する[9]。
- 2021年（令和3年）10月21日：常陸大宮市南町の常陸大宮駅前通り200 mを拡幅するための道路区域を指定[10]。
- 2022年（令和4年）5月19日：常陸大宮市南町の上下線を、電線共同溝を整備すべき道路に指定[11]。

## 路線状況

### 重複区間
- 国道118号大宮バイパス（常陸大宮市南町〈市役所南交差点〉 - 常陸大宮市上町〈上町交差点〉）
- 茨城県道21号常陸大宮御前山線（常陸大宮市上町〈上町交差点〉 - 常陸大宮市上町〈上町東交差点〉）

### 道路施設
- 引田橋（玉川、常陸大宮市石沢）
- 栄町跨線橋（JR水郡線、常陸大宮市栄町）

## 地理

### 接続する道路
- 茨城県道168号静常陸大宮線
- 国道118号

### 沿線
- JR水郡線 常陸大宮駅
- 国立研究開発法人農業生物資源研究所放射線育種場（常陸大宮市上村田）